# Vicente Villanueva (football)
Pour les articles homonymes, voir Villanueva.
Ne doit pas être confondu avec Vicente Villanueva (cinéma).
José Vicente Villanueva Zegarra, né à Lima le 10 juin 1924 et mort dans la même ville le 24 mars 2014, est un footballeur péruvien qui jouait au poste d'attaquant.

## Biographie
Formé au Sucre FBC, Vicente Villanueva joue au début des années 1940 dans le Ciclista Lima après un bref passage à l'Alfonso Ugarte de Chiclín (en) (nord du Pérou) en 1942.
En 1945, il rejoint le Sporting Tabaco où il se fait un nom en terminant meilleur buteur du championnat du Pérou en 1954 (14 buts marqués). L'année suivante, il voit la transition du Sporting Tabaco en Sporting Cristal et devient, le 24 juin 1956, le premier buteur de ce dernier club en ouvrant le score de la tête lors de la victoire 2-1 du Sporting Cristal sur le Sport Boys en match amical. Il est d'ailleurs sacré champion en 1956 avec son nouveau club. En 1958, il termine sa carrière au Defensor Arica en 2e division.
Vicente Villanueva s'éteint à Lima, le 24 mars 2014.

## Palmarès
| Sporting Cristal - Championnat du Pérou (1) : - Champion : 1956. |  | Sporting Tabaco - Championnat du Pérou : - Vice-champion : 1954. - Meilleur buteur : 1954 (14 buts). |